# Género judicial
La oratoria judicial o forense utiliza un tipo de discurso oratorio que se ocupa de acciones pasadas, en especial en el ámbito del derecho privado. 

## Características
Al género judicial lo califica un juez o tribunal que llega a conclusiones aceptando lo que dos tipos de letrados o magistrados, el defensor y el acusador o fiscal presentan como justo y rechazando lo que presentan como injusto. Según define el Diccionario jurídico elemental de Guillermo Cabanellas, es "el exigido o practicado ante los tribunales de justicia, en las vistas o audiencias en que, lista para sentencia la causa, las partes o, con mayor frecuencia, sus letrados, resumen ante el juez o los magistrados los hechos, las pruebas y los fundamentos de Derecho que han apoyado sus tesis y su petición de condena o de absolución según se determine culpable o inocente / no culpable al acusado.
Aristóteles ordenó los tipos de discurso según sus elementos y funciones:
|                 | Auditorio  | Tiempo dominante          | Acto                     | Valores         | Tipo de Argumento      |
| --------------- | ---------- | ------------------------- | ------------------------ | --------------- | ---------------------- |
| El judicial     | Jueces     | Pretérito perfecto simple | Acusar - defender        | Justo - injusto | Entimema (o deductivo) |
| El deliberativo | Asamblea   | Futuro imperfecto         | Aconsejar - desaconsejar | Útil - inútil   | Ejemplo (o inductivo)  |
| El epidíctico   | Espectador | Presente                  | Alabar - denostar        | Noble - vil     | Amplificatio           |

Además de estos tres géneros, existen siete especies (εἲδη): la suasoria (προτρεπτικόν), disuasoria (ἀποτρεπτικόν), laudatoria (ἐγκωμιαστικόν), vituperadora (ψητικόν), acusatoria (κατηγορικόν), exculpatoria (ἀπολιγικόν) y la indagatoria (ἐξεταστικόν). Estas especies están presentes en cada uno de los tres géneros, aunque dominan unas sobre otras según sea cada uno. En el deliberativo, puesto que se busca convencer al auditoriο de una determinada tesis, las más frecuentes son la suasoria y la disuasoria. En el judicial, en el que hay que defenderse de acusaciones o realizarlas, predominan las especies acusatoria y exculpatoria y en el epidíctico, que sirve para reforzar los valores de una comunidad, la laudatoria y la vituperadora. Pero en un discurso deliberativo se puede utilizar la especie acusatoria y la vituperadora, por ejemplo, el político que propone una ley puede acusar a su rival de algo o hacerle un vituperio con el fin de desacreditarlo. De la misma manera, en el discurso judicial son frecuentes las especies vituperadora y laudatoria. Un caso muy conocido es el discurso de Cicerón Pro Archia Poeta, una defensa judicial en la que hay, empero, un extenso elogio de la poesía que es de género epidíctico.
Por otra parte, la oratoria procesal incluye algunas técnicas propias según las circunstancias del caso judicial. Por ejemplo, la captatio benevolentiae en la presentación, el interrogatorio, la exposición final, etcétera. Si se pretende convencer a un jurado, lo mejor es el orden nestoriano, y se deben utilizar las tres palancas de la opinión: el logos, el ethos y el pathos. No se trata tanto de hallar la verdad como de persuadir; así que a veces una mentira razonable pesa más en la decisión que una verdad increíble. Cuestión esta que indujo en la literatura el principio de la versosimilitud.

## Historia
Fue el logógrafo Isócrates el más famoso orador de Atenas que puso escuela para enseñar técnicas para elaborar discursos judiciales, aunque para él tenía mucha más importancia el discurso deliberativo o político, que trataba cuestiones colectivas más importantes que las privadas, pues no en vano consideraba que la oratoria era uno de los instrumentos que el estado tenía para mejorar en todos los sentidos. Con todo, en el corpus de discursos que se nos ha transmitido con su nombre hay seis discursos judiciales: Sobre un asunto bancario, Contra Calímaco, Eginético, Contra Loquites, Sobre el tronco de caballos y Contra Eúquites. Sus discípulos Iseo, Hipérides, Licurgo y Androción también los compusieron. Demóstenes alude en algunos de sus discursos a la escuela de discurso judicial de Isócrates, y él mismo tuvo que aprender este tipo de discursos para recuperar la herencia de su padre. Aunque Isócrates se negó a hacer un manual o tratado sobre esta materia que despreciaba, pero que ejercía pane lucrando, es posible deducir uno de sus consideraciones espigadas, si bien para él lo primero eran las dotes, luego la práctica y finalmente la teoría.
En Roma destaca especialmente Cicerón, por sus tratados retóricos y el gran número de discursos que dedicó al género forense, tanto a la defensa como a la acusación, a causa de su profesión de abogado.
Durante Edad Media se añadieron a los géneros deliberativo, judicial y epidíctico las llamadas artes: Ars praedicandi (sobre la técnica de elaborar sermones), Ars dictandi (o Ars dictaminis, sobre la epistolografía o arte de escribir cartas) y las Ars poetriae (sobre preceptos gramaticales, métricos y retóricos para escribir poesía).